# Quintus Caecilius Metellus Pius Scipio
Quintus Caecilius Metellus Pius Scipio (Kr. e. 100/95 körül – Hippo Regius, Kr. e. 46) római politikus és hadvezér, Publius Cornelius Scipio Nasica praetor és Licinia, Lucius Licinius Crassus szónok lányának gyermeke volt. Apai nagyanyja, Caecilia az előkelő, plebeius származású Caecilia gens Metellus-ágához tartozott, később ebbe a családba adoptálta Quintus Caecilius Metellus Pius, aki Kr. e. 80-ban volt consul.
Örökbefogadása előtt őt is Publius Cornelius Scipio Nasicának nevezték, bár Appianosz – tévesen – praenomenjét Luciusként említi.

## Karrierjének kezdete
Kr. e. 63-ban hallunk róla először, amikor Marcus Licinius Crassusszal és Marcus Claudius Marcellusszal közösen a Catilina-összeesküvéssel kapcsolatos leveleket vitt egy éjszaka Cicero consulnak. Kr. e. 60-ban megválasztották a következő év egyik néptribunusának, azonban Marcus Favonius, sikertelen ellenfele csalással vádolta meg. Scipiót maga Cicero védte meg. Kr. e. 59-es tribunusi évéből nem maradt fenn emlékezetes tette. Kr. e. 57-ben azon pontifexek között volt, akik színe előtt Cicero a háza ügyében tartott beszédet. Ugyanebben az évben gladiátori játékokat tartott korábban elhunyt nevelőapja, Metellus Pius emlékére.

## Az arisztokrata párt és Pompeius között
Kr. e. 53-ban Plautius Hypsaeus és Titus Annius Milo ellenjelöltjeként indult a consulválasztáson, maga mögött tudva a Clodius-párti tömeg támogatását. A választást a legszemérmetlenebb csalások, vesztegetések, zsarolások jellemezték, amelyek nyílt erőszakkal párosultak. Róma utcáin mindennapossá váltak a véres tömegverekedések. Mindez a helyzetet titokban támogató Pompeius malmára hajtotta a vizet, aki arra törekedett, hogy dictatorrá válasszák a helyzet rendezésére, ugyanis így esélye lett volna ellenfele, Julius Caesar hatalmának megtörésére.
A zűrzavarban a consulválasztó népgyűlést (comitia) nem lehetett megtartani. Kr. e. 52 elején meggyilkolták Clodiust, ami szinte totális anarchiához vezetett. A senatus úgy döntött, hogy Pompeiust egyedüli consulnak (latinul: consul sine collega) nevezi ki, hogy orvosolja a helyzetet – mindez februárban történt, és a hadvezér nem sokkal később Pius Scipio lányát, Corneliát vette feleségül. Az év folyamán mind Hypsaeust, mind Scipiót vesztegetéssel vádolták meg, és bár mindketten bűnösök voltak, csak az előbbit ítélték el.
Augusztus 1-jén Pompeius kollégájává nevezte ki Scipiót. A politikus meghálálta a kegyet: mindent megtett Caesar és párthívei ellen. Pius Scipio maga mellé emelése azért is volt fontos, mert személyében két nagy múltú család egyesült, és így mintegy szimbolizálta Pompeius és az arisztokrácia szövetségét Caesar ellen. Scipio egyik első javaslatában kérte a Clodius által eltörölt censori jogkörök visszaállítását, hogy kizárathassa ellenfelének támogatóit a senatusból.
Kr. e. 51-ben javasolta, hogy a senatus vegye át a Caesar által meghódított galliai provinciák irányítását március 1-jével, ez azonban túlzottan nyílt ellenséges lépés lett volna Caesar irányában, így ehelyett az a határozat született, hogy aznap az összes consuli provincia ügyét tárgyalják át. Később, amikor mind szélsőségesebb megnyilvánulások születtek  optimata berkekben, Scipio egyik legharciasabb támogatójuk volt; így például üdvözölte Kr. e. 49-ben Lucius Cornelius Lentulus Crus consulnak azt az előterjesztését, amelyben követelte, hogy Caesar mondjon le hadseregéről és jelenjen meg a senatus előtt, majd Marcus Antonius és Quintus Cassius vétója után a nyílt szakítást követelte, és minden békejavaslat elől elzárkózott.

## A polgárháborúban
Néhány nappal később kisorsolták a tartományokat. Pius Scipio Syria helytartója lett, ahova sürgősen eltávozott. Caesar A polgárháborúról című könyvében a legsötétebben ír itteni ténykedéséről. Ugyan az Amanus lakóitól kisebb vereséget szenvedett, jogtalanul felvette az imperator címet. Zsarolásai, uzsoráskodása és erőszakossága példátlan volt: mindenféle új adót talált ki, amelynek begyűjtését kisebb portyázó alakulatokra bízta, akik saját urukon kívül maguknak is raboltak, és teljes felhatalmazásuk volt bármiféle ellenállás letörésére. Miután hatalmas vagyont harácsolt össze, és jelentős haderőt gyűjtött, Pergamonba tette át székhelyét, tartományát pedig teljesen kiszolgáltatottan hagyta a Parthus Birodalom esetleges támadásainak.
Kr. e. 48-ban, miközben állítólag éppen az epheszoszi Artemisz-templom kifosztását fontolgatta, megérkezett Pompeius hírnöke, aki segítséget kért tőle a Caesar ellen Görögországban kibontakozó harcban. Ő át is kelt Hellaszba, és szembekerült Macedoniában Cnaeus Domitius Calvinus, Thesszáliában pedig Lucius Cassius Longinus erőivel. Bár Cassius Dio és Appianosz szerint össze is csaptak a hadseregek, Caesar ezt tagadja.
Scipio mindaddig nem tudta egyesíteni erőit Pompeiuséival, amíg Caesart nem sikerült visszaszorítani Dyrrachiumnál, és Calvinus kénytelen nem lett egyesíteni saját hadait Caesar legióival. Scipio ezután bevette Larissza városát, majd csatlakozott vejéhez. Olyan biztos volt a győzelemben – Pompeius többi arisztokrata támogatójához hasonlóan –, hogy állítólag már a döntő ütközet előtt összetűzésbe keveredett Domitius Ahenobarbusszal és Lentulus Spintherrel a táborban a zsákmány elosztásával kapcsolatban.
A pharszaloszi vereség eloszlatta ezeket a képzelgéseket. (Az ütközetben Scipio a pompeianus erők középső arcvonalának parancsnoka volt, a másik oldalon régi ellenfelével, Calvinusszal került szembe.) A bukás után Korküra (Korfu) szigetére menekült, majd az Africa provinciában szerveződő pompeianus központba, remélve, hogy I. Juba numidiai király támogatásával Attius Varus hadai fordíthatnak a helyzeten. A szintén itt tartózkodó ifjabb Cato javaslatára Scipio lett a helyi erők főparancsnoka, lévén consularis – ezzel kivívták a posztra szintén pályázó Varus ellenszenvét.
Parancsnokként Scipio egyik első döntése az volt, hogy Juba rokonszenvét megnyerendő lerombolja Utica fontos városát. A híradások szerint Cato alig tudta lebeszélni erről – összességében úgy tűnik, Africában hasonló módon tevékenykedett, mint Syriában. Caesar Kr. e. 47 decemberében szállt partra Afrikában, és Kr. e. 46 áprilisában Thapszosznál döntő győzelmet aratott Scipio és Juba hadai felett. Pius azonnal a tengeren próbált meg menekülni – először Uticába, majd annak veszedelmes voltáról értesülve Hispania irányába –, ám a széljárás Hippo Regius felé vitte kis hajóraját. Itt a Caesar-párti Publius Sittius jóval nagyobb flottájával találkozott. Látva, hogy nincs menekvés, ledöfte és a tengerbe vetette magát.

## Jelentősége
A semmilyen téren sem jeleskedő Metellus Pius Scipio jelentőségét nem képességei, hanem származásából, örökbefogadásából és lányának kiházasításából adódó rokoni kapcsolatai adták. Az általa gyakran hangoztatott hazaszeretete egyenesen hazugságnak nevezhető: azok közé tartozott, akik pusztán saját pompakedvelésük és pénzéhességük kielégítése végett törekedtek arra, hogy saját pártjuk átvegye a hatalmat. Közéleti tevékenységében kegyetlennek, gyűlölködőnek és elnyomónak mutatkozott, míg magánéletét mérhetetlen kapzsiság és kortársai közül is kirívó szabadosság, kicsapongások jellemezték.